# Leiothrix
Leiothrix és un gènere d'aus de la família dels leiotríquids (Leiothrichidae), força acolorits, que habiten zones de matoll, bosc i praderies d'Àsia.

## Taxonomia
Segons la classificació del IOC (versió 11.2, 2021) hom distingeix dues espècies al gènere Leiothrix:
- Leiothrix argentauris - Leiòtrix galtaargentat,
- Leiothrix lutea - Leiòtrix bec-roig o Rossinyol del Japó.

Tanmateix, segons el Handook of the Birds of the World i la quarta versió de la BirdLife International Checklist of the birds of the world (desembre 2019), una subespècie del leiòtrix galtaargentat (L. a albicollis), hauria de ser considerada com una espècie apart
- Leiothrix laurinae- Leiòtrix de Sumatra.